# Robert Guérin
Robert Guérin   (França, 28 de juny de 1876 - 19 de març de 1952) (nascut Clément Auguste Maurice Robert) fou un periodista francès, i el fundador i Primer President de la Federació Internacional de Futbol Associació (FIFA).
Mentre era periodista del diari Le Matin, Guérin participava activament en el món del futbol a través del seu paper com a secretari de la Secció de Futbol de la Union des Sociétés Françaises de Sports Athlétiques. Fou ell qui va reunir els representants dels set primers països membres a París per a la signatura de l'acta de fundació de la FIFA i l'aprovació dels primers estatuts de l'organització. El 22 de maig de 1904, Guerin - que llavors tenia només 28 anys - va ser elegit president en el Congrés Inaugural de la FIFA i es va mantenir en el càrrec durant dos anys, temps durant el qual altres vuit associacions es van sumar a la Federació internacional, inclosa l'Associació Anglesa de Futbol.